# روبرت كاتس
روبرت كاتس (بالإنجليزية: Robert Katz)‏ (27 يونيو 1933، نيويورك في الولايات المتحدة - 20 أكتوبر 2010 في إيطاليا)؛ كاتب سيناريو، صحفي، كاتب وروائي كوستاريكي.

## روابط خارجية
- روبرت كاتس على موقع IMDb (الإنجليزية)
- روبرت كاتس على موقع قاعدة بيانات الأفلام العربية
- روبرت كاتس على موقع ألو سيني (الفرنسية)
- روبرت كاتس على موقع أول موفي (الإنجليزية)
- روبرت كاتس على موقع أول موفي (الإنجليزية)
- روبرت كاتس على موقع قاعدة بيانات الأفلام السويدية (السويدية)
- روبرت كاتس على موقع قاعدة بيانات الأفلام السويدية (السويدية)
- روبرت كاتس على موقع قاعدة بيانات الفيلم (الإنجليزية)
- روبرت كاتس على موقع كينوبويسك (الروسية)